# 苫小牧西インターチェンジ
苫小牧西インターチェンジ（とまこまいにしインターチェンジ）は、北海道苫小牧市字錦岡にある道央自動車道のインターチェンジである。

## 歴史
- 1980年（昭和55年）10月29日：苫小牧東IC - 苫小牧西IC間が開通。
- 1983年（昭和58年）11月30日：苫小牧西IC -  白老IC間が開通。
- 2018年（平成30年）12月 : IC番号を「7」から「20」に変更[注 1]。
- 2021年（令和3年）7月1日 : 併設されていた苫小牧管理事務所が再編により廃止。[4]

## 周辺
- 北海道ゴルフ倶楽部
- 樽前カントリークラブ
- 苫小牧市錦大沼公園、オートリゾート苫小牧アルテン、ゆのみの湯[5]。
- 苫小牧工業高等専門学校
- 北海道苫小牧南高等学校
- 苫小牧市ときわスケートセンター
- 新ときわスケートセンター

## 接続する道路
- 直接接続
  - 北海道道141号樽前錦岡線

- 間接接続
  - 北海道道781号苫小牧環状線
  - 国道36号

## 料金所
- ブース数：4

### 入口
- ブース数：2
  - ETC専用：1
  - 一般：1

### 出口
- ブース数：2
  - ETC専用：1
  - 一般：1

## 隣
E5 道央自動車道
(19)白老IC - 樽前SA - (20)苫小牧西IC - (21)苫小牧中央IC